# Amt Bützow-Land
Das Amt Bützow-Land liegt im Westen des Landkreises Rostock in Mecklenburg-Vorpommern (Deutschland). In diesem Amt sind elf Gemeinden und die Stadt Bützow, in der sich der Verwaltungssitz befindet, zur Erledigung ihrer Verwaltungsgeschäfte zusammengeschlossen. Zum Amt gehörten ursprünglich 16 Gemeinden. Bereits am 1. Juli 1995 wurde die Gemeinde Viezen nach Bernitt eingemeindet. Am 1. Januar 1999 kam Parkow zur Stadt Bützow. Die Gemeinden Göllin, Kurzen Trechow, Moisall und Schlemmin wurden in die Gemeinde Bernitt eingegliedert, Klein Sien in die Gemeinde Jürgenshagen (1. Januar 2000). Oettelin kam am 1. Januar 2001 zu Zepelin. Neuendorf wurde am 1. Januar 2005 nach Steinhagen eingemeindet. Seit diesem Tag gehören die Gemeinden Baumgarten, Dreetz, Tarnow und Warnow aus dem aufgelösten Amt Steintanz-Warnowtal ebenfalls zum Amt Bützow Land.

## Beschreibung
Mitten durch das Amtsgebiet fließt die Warnow, in die bei Bützow die Nebel mündet (kanalisiert im Bützow-Güstrow-Kanal). Von Nordosten nach Südwesten steigt das Gelände allmählich an – bei Bernitt-Jabelitz liegt mit 147 m ü. NHN (Langer Berg) die höchste Erhebung des Amtes. Die Südhälfte des Amtsbereiches befindet sich bereits in der Mecklenburgischen Seenplatte. Im Westen grenzt das Amt an den  Landkreis Nordwestmecklenburg und im Süden an den Landkreis Ludwigslust-Parchim. Das Gebiet ist vornehmlich durch die Landwirtschaft geprägt. Ein bemerkenswertes Bodendenkmal liegt im Gemeindegebiet Tarnows: der Boitiner Steintanz.
Die Ostseeautobahn A 20 (Lübeck – Stettin) streift den Nordwesten des Amtes, von Bützow führen Verbindungsstraßen nach Wismar, Bad Doberan, Schwaan, Güstrow und Goldberg.
Bereits 1921 wurde ein Amt Bützow gebildet, das aus der Stadt sowie Gemeinden der alten Domanialämter Bützow-Rühn und Schwaan bestand. 1925 wurde es aufgeteilt in die Ämter Rostock(-Land) und Güstrow.

## Die Gemeinden mit ihren Ortsteilen
- Baumgarten mit Gralow, Katelbogen, Laase, Qualitz, Schependorf und Wendorf
- Bernitt mit Hermannshagen, Glambeck, Göllin, Jabelitz, Käterhagen, Kurzen Trechow, Langen Trechow, Moisall, Neu Bernitt, Neu Käterhagen, Schlemmin und Viezen
- Stadt Bützow mit Horst, Parkow und Wolken
- Dreetz mit Peetsch und Zibühl
- Jürgenshagen mit Gnemern, Groß Gischow, Klein Gischow, Klein Sien, Moltenow, Ulrikenhof und Wokrent
- Klein Belitz mit Boldenstorf, Friedrichshof, Groß Belitz, Neukirchen, Passin, Reinstorf und Selow
- Penzin
- Rühn mit Hof Rühn, Mückenhorst und Pustohl
- Steinhagen mit Neuendorf
- Tarnow mit Boitin, Grünenhagen und Zernin
- Warnow mit Buchenhof, Dietrichshof, Eickelberg, Eickhof, Klein Raden, Lübzin, Rosenow und Schlockow
- Zepelin mit Oettelin

## Belege
1. ↑  Statistisches Amt M-V – Bevölkerungsstand der Kreise, Ämter und Gemeinden 2023 (XLS-Datei) (Amtliche Einwohnerzahlen in Fortschreibung des Zensus 2011) (Hilfe dazu).